# 拉罗达足球俱乐部
拉罗达足球俱乐部（西班牙語：La Roda Club de Fútbol），西班牙拉罗达市的一个足球俱乐部，成立于1999年。